# Фердінандсгоф
Фердінандсгоф (нім. Ferdinandshof) — громада в Німеччині, розташована в землі Мекленбург-Передня Померанія. Входить до складу району Передня Померанія-Грайфсвальд. Складова частина об'єднання громад Торгелов-Фердінандсгоф.
Площа — 47,21 км2. Населення становить 2637 ос. (станом на 31 грудня 2020).

## Галерея

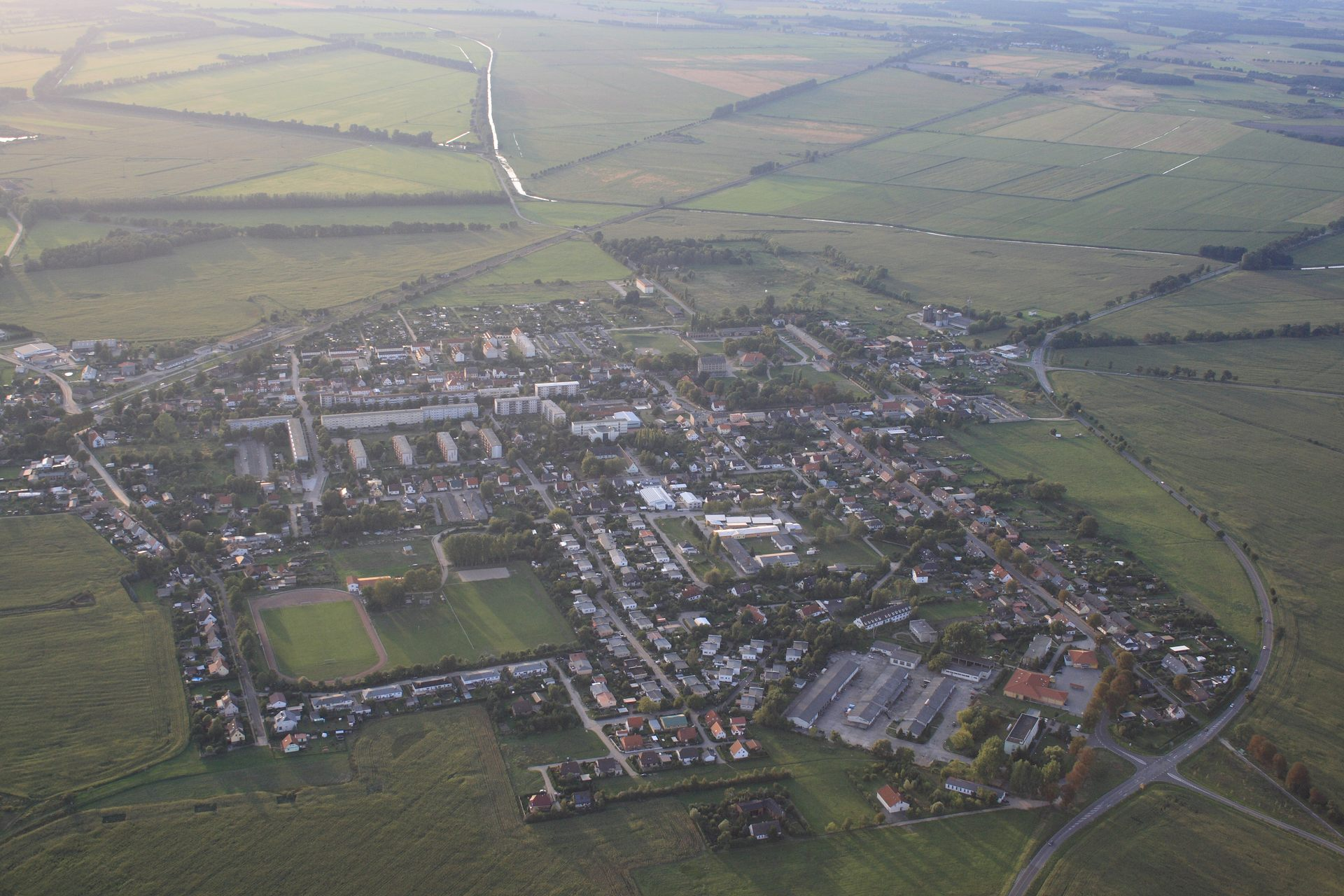